# タム・リン
タム・リン（スコットランド語: Tam Lin）は、イングランド・スコットランド国境に発する伝説的なバラッド、およびその登場人物。妖精の女王に囚われたタム・リンが、真の恋人によって救出されるという筋を取る。人を変身させることで捕らえておくというモチーフは、広くヨーロッパの民話で見られる。
この物語はいくつもの物語や歌や映画に翻案されている。同じ主題を扱うとされる同名のリール曲（グラスゴー・リール）がある。

## あらすじ

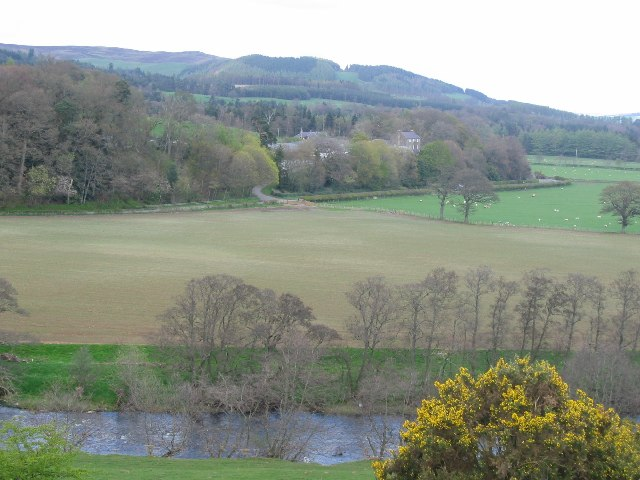
ヤロウ川とエトリック川の合流点近くのカーターホー

物語は、カーターホーの森を通る乙女は、タム・リンにその持ち物か処女を奪われてしまう、という警告で始まる。若い女性（大体はジャネットやマーガレットという名）がカーターホーでダブル・ローズを摘むと、タム・リンが現れ、許可無く人のものを取るとはどういうことか、と尋ねる。すると彼女は、カーターホーは父親から相続した自分のものであると言い張る。
帰宅したジャネットは自分が妊娠していることに気が付く。いくつかのバージョンではこの話を広げており、どうしたのか聞かれた彼女は、赤ん坊の父親は妖精であり、自分は彼を愛していると宣言する。彼女がカーターホーに戻ってバラ（または事前に教えられた堕胎の薬草）を摘むと、タム・リンが再び現れてその行動に抗議する。
再会時（あるいは初めての出会いの直後）に、彼女はタム・リンがかつては人間だったかを尋ねる。彼が明かすことには、自分は落馬したときにそのまま妖精の女王に捕らえられてしまった普通の人間だったことを明かす。妖精たちは7年ごとに、捕らえた人間を地獄に十分の一税として差し出しており、タム・リンは今晩、ハロウィーンの夜に自分の番が来ることを恐れている。彼は妖精の騎士の一団として馬に乗っているという。ジャネットは白馬とその他の標しで彼を見つける。タム・リンの指示に従い、ジャネットは彼を白馬から引きずり降ろし、強く抱き留めて彼を助ける。タム・リンは、妖精が自分をさまざまな種類の獣に変えて手放させようとするが、決して自分はあなたに危害を加えないから、離さないようにしてほしいと言う。最終的に赤熱する石炭に変えられた彼を井戸に投げ込むと、タム・リンは人間に戻った。裸だったため、ジャネットは彼を隠さねばならなかったが、求められたとおりに行動し、ついにタム・リンを勝ち取る。妖精の女王は怒るが、敗北を認める。
タム・リンの出自を、ロクスバラの領主（あるいはファウリスの領主、フォーブス伯爵、またはマレイ伯爵）の孫とするバージョンもある。彼の名前は、タム・リンが最も一般的だが、バージョンによってトム・ライン（Tom Line）、トムリン（Tomlin）、若いタムリン（Young Tambling）、タム＝ア＝リン（Tam-a-line）、タムレイン（Tamlane）などとなっていることがある。

## テクスト
1549年に出版された『スコットランドの訴え（The Complaynt of Scotland）』で羅列されたたくさんの中世騎士道物語の中に、「若きタムリーンのお話（Tayl of the Ȝong Tamlene）」が挙げられており、少なくともこれ以前のものと考えられている。
タム・リンの物語を翻案した作品の一部を挙げる。
- フランシス・ジェームズ・チャイルドの『イングランドとスコットランドの人気のあるバラッド（The English and Scottish Popular Ballads）』 に14種類のバリエーションが収集されている[1]。（Burd Ellen and Young Tamlaneという別のバラッドも収録されているが、主人公の名前が似ていること以外に関連はない）
- ジョセフ・ジェイコブスは『続 英国の昔話集（More English Fairy Tales）』に"Tamlane"を収録した[4]。
- マイケル・ドレイトンの物語詩『ニンフィディア（Nimphidia）』（1627） にはトマリンという名前の人物が登場する。詩の中では妖精の王オベロンの家臣であり、親族でもある。
- ジョン・マイヤーズ・マイヤーズは『シルバーロック（Silverlock）』（1949）の中でバリエーションに言及している。

## モチーフ
チャイルドは、「妖精の軟膏」などの物語でよく見られるように、人間が妖精を見ることができないようにする手段として目潰しのモチーフを取り入れた。ジョセフ・ジェイコブスは、これを逆転させ、タム・リンが自分を助けてくれる人間の娘が見えないようにする手段と解釈した。
"Hind Etin"というバラッドには、主人公とヒロインが出会う最初の場面で、まったく同じ詩句がある:340。

## 録音
以下は、アーティスト、タイトル、アルバム、年などを含むこのバラッドの注目すべきレコーディングの一部：
| アーティスト                                                                                    | タイトル                               | アルバム                                       | 発売年 |
| ----------------------------------------------------------------------------------------------- | -------------------------------------- | ---------------------------------------------- | ------ |
| フランキー・アームストロング                                                                    | "Tam Lin"                              | I Heard a Woman Singing                        | 1984   |
| デイヴィ・アーサー（と3本指のジャック）                                                         | "Tam Lin"（ほかの2曲のリールとともに） | Bigger Than You Think                          |        |
| アン・ブリッグス                                                                                | "Young Tambling"                       | Anne Briggs                                    | 1971   |
| ブロードサイド・エレクトリック                                                                  | "Tam Lin"                              | Amplificata                                    | 1995   |
| キャスト・アイアン・フィルター                                                                  | "Tam Lynn"                             | Paradise in Palestine                          | 1999   |
| カレント93                                                                                      | "Tamlin"                               | Sixsixsix: Sicksicksick                        | 2005   |
| ダニエル・ダットン                                                                              | "Tam Lin"                              | Twelve Ballads                                 | 2006   |
| シーマス・イーガン                                                                              | "Tamlin"（ほかの2曲のリールとともに）  | In Your Ear                                    | 1998   |
| エレファント・リヴァイヴァル                                                                    | "Tam Lin Set"                          | It's Alive                                     | 2012   |
| タニア・エリザベス                                                                              | "Tam Lynn's"                           | This Side Up                                   | 2000   |
| フェアポート・コンヴェンション                                                                  | "Tam Lin"                              | 『リージ・アンド・リーフ』Liege & Lief         | 1969   |
| フィドラーズ・グリーン                                                                          | "Tam Lin"                              | 『突っ込め！スピード・フォーク！』Wall of Folk | 2011   |
| ボブ・ヘイ                                                                                      | "Tam Lin"                              | Tam Lin and More Songs by Robert Burns         | 2006   |
| イマジンド・ヴィレッジ（ベンジャミン・ゼファニア、エリザ・カーシーその他）                      | "Tam Lyn Retold"                       | The Imagined Village                           | 2007   |
| ジョー・ジュエル                                                                                | "Tam Lin"                              | Bluebells of Scotland                          | 1997   |
| ビル・ジョーンズ                                                                                | "Tale of Tam Lin"                      | Panchpuran                                     | 2001   |
| キング・キアウリ                                                                                | "Tam Lin"（ほかの3曲のリールとともに） | Reel: Ode                                      | 2003   |
| ジェレミー・キッテル                                                                            | "Tamlin"                               | Celtic Fiddle                                  | 2003   |
| カトリオナ・マクドナルド & イアン・ロウシアン                                                   | "Tam Lin"（ほかの2曲のリールとともに） | Opus Blue                                      | 1993   |
| アラステア・マクドナルド                                                                        | "Tam Lin"                              | Heroes & Legends of Scotland                   | 2007   |
| メディヴァル・ベイブズ                                                                          | "Tam Lin"                              | Mirabilis                                      | 2005   |
| アナイス・ミッチェル & ジェファーソン・ハマー                                                   | "Tam Lin (Child 39)"                   | Child Ballads                                  | 2013   |
| ピート・モートン                                                                                | "Tamlyn"                               | Frivolous Love                                 | 1984   |
| ミセス・アクロイド・バンド                                                                      | "Tam Lin"                              | Gnus & Roses                                   | 1995   |
| イアン・ペイジ                                                                                  | "Tam Lin"                              | Folk Music of Scotland                         | 2008   |
| ペンタングル                                                                                    | "Tam Lin"                              | The Time Has Come                              | 2007   |
| スティーライ・スパン                                                                            | "Tam Lin"                              | Tonight's the Night, Live!                     | 1992   |
| テンペスト                                                                                      | "Tam Lin"                              | Serrated Edge                                  | 1992   |
| トリッキー・ピクシー（ベッツィ・ティニー、S. J. タッカー、アレクサンダー・ジェームズ・アダムス) | "Tam Lin"                              | Mythcreants                                    | 2009   |
| トレント・ワグラー & ザ・スティール・ホイールズ                                                 | "Tam Lin"                              | Blue Heaven                                    | 2006   |
| マイク・ウォーターソン                                                                          | "Tam Lyn"                              | For Pence and Spicy Ale（再発売）              | 1993   |
| キャスリーン・イヤーウッド                                                                      | "Tam Lin"                              | Book of Hate                                   | 1994   |

## 翻案

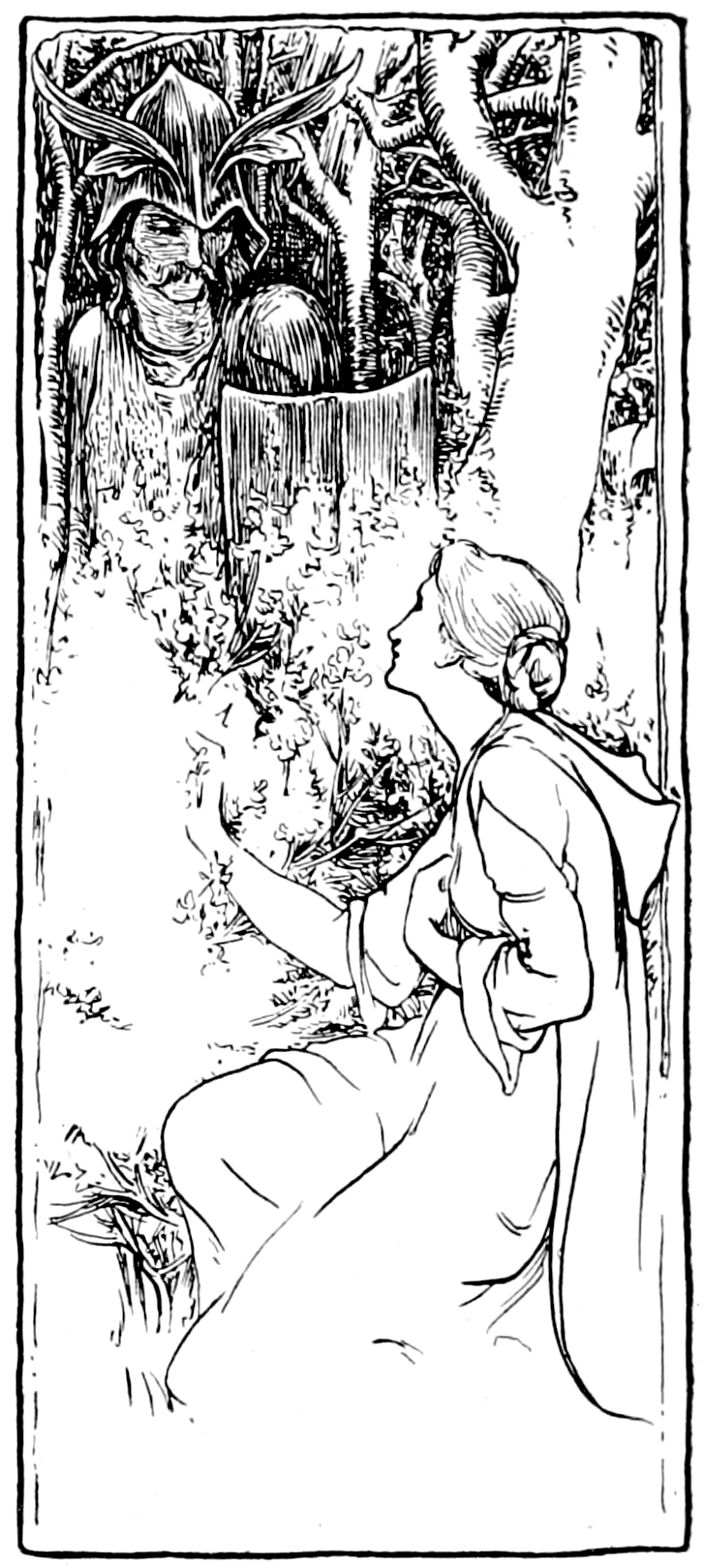
ジョン・D・バトンによる More English Fairy Tales（もっと英語の妖精のお話）のタムレインのイラスト

### 散文
- "Elphin Irving, the Fairies' Cupbearer"、アラン・カニンガム、Traditional Tales of the English and Scottish Peasantry に収録（1822年）[6]。
- "Wild Robin"、ソフィー・メイ、Little Prudy's Fairy Book 収録（1866年）[7]。
- 『イルカの家』The Armourer's House、ローズマリー・サトクリフ、夢を得るのに苦労している少女という小説のテーマと並行してタム・リンの物語の語りを含む（1951年）
- Scottish Folk-Tales and Legends、B. K. ウィルソン（1954年）
- Thursday、キャサリン・ストー（1971年）
- Red Shift、アラン・ガーナー（1973年）
- The Queen of Spells、ダーロフ・イプカー（1973年）
- The Perilous Gard、エリザベス・マリー・ポープ（1974年）
- Wild Robin、スーザン・ジェファース著・イラスト（1976年）
- The Hawthorn Tree、パトリック・リトル（性別逆転バリエーション、1980年）
- 『九年目の魔法』en:Fire and Hemlock、ダイアナ・ウィン・ジョーンズ (1985)
- Nattens demon（Demon of the Night としてノルウェイ語からの英訳）、マルギット・サンデモ（1987年）
- Tam Lin: An Old Ballad、文：ジェイン・ヨーレン、イラスト：チャールズ・ミコライチャック（1990年）
- 『妖精の騎士 タム・リン』Tam Lin、文：スーザン・クーパー、イラスト：ウォリック・ハットン（1991年）
- Tam Lin、パメラ・ディーン（1991年）
- The Nightwood、文と絵：ロビン・ミュラー（1991年）
- Tam Lin、チャールズ・ヴェス編集のグラフィック・ノベル・シリーズBallads and Sagas の一部（1995年）
- 『冬の薔薇』Winter Rose、パトリシア・A・マキリップ（1996年）
- Never Let Go、文：ジェラルディン・マコックラン、イラスト：ジェイソン・コッククロフト（1999年）
- Burd Janet、ジェイン・ヨーレン、Not One Damsel in Distress に収録（2000年）
- "Cotillion"、デリア・シャーマン、シェイリン・ノヴェンバー編集のアンソロジーFirebirds に収録（2003年）
- 『バベルの犬』The Dogs of Babel（UK版：Lorelei's Secret）、キャロリン・パークハースト（2003年）
- "My Kingdom"、ハンナ・ウルフ・ボウエン、Abyss & Apex 2004年冬号に掲載
- 『犠牲（いけにえ）の妖精たち』Tithe: A Modern Faerie Tale、ホリー・ブラック（2004年）
- "He Said, Sidhe Said"、タニア・ハフ、Faerie Tales （ラッセル・デイヴィスおよびマーティン・H・グリーンバーグ編集）に収録（2004年）
- An Earthly Knight、ジャネット・マクノートン（2005年）
- Gnat Stokes and the Foggy Bottom Swamp Queen、サリー・キーン（2005年）
- Blood and Iron、エリザベス・ベア（2006年）
- "Shapes"、K・エリザベス・コーンウェル、WebサイトFickle Muses に掲載（2009年）
- The Shadow and the Rose、アマンダ・デウィース（2012年）
- Feyland、アンシア・シャープ（2012年）
- Tamlyn、ジェームズ・モロニ―（2012年）
- For Your Heart、A.L.ダヴロー（2013年）
- The Fairwick Chronicles、ジュリエット・ダーク[8]（2013年）
- Casting Shadows、アマンダ・デウィース（2014年）
- Among the Shadows、アマンダ・デウィース（2014年）
- Thorn Jack、キャスリン・ハーバー（2014年）
- Mirk and the Midnight Hour、ジェイン・ニッカーソン（2014年）
- Summer's Lease、エルキ・ベス・シャハール
- A Court of Thorns and Roses、サラ・J・マース (2015)
- Roses and Rot、キャット・ハワード（2016年）
- With Roses in Their Hair、ケイラ・バッシュ（2016年）

### 劇場
- N.G.マクラーナンによるTam Lin
- ダンカン・プフラスターによるThe Thyme of the Season（ストーリーに要素と暗示を組み込む）

### 映画
- Tam-Lin (1970)、ロディ・マクドウォール監督、エヴァ・ガードナー主演

### その他
- エレイン・リー（英語版）原作、チャールズ・ヴェス（英語版）作画のレーゼドラマ Tam-Linは伝統的な歌謡曲の翻案を集めたヴェスの The Book of Ballads and Sagas の中で、主にコミックス形式で描かれている。
- キャロリン・パークハーストの小説『バベルの犬』（イギリスでは『ローレライの秘密』としても知られている）では、タム・リンの一節が物語の中で重要な役割を果たしている。その中で、語り手のポール・アイバーソンは、最近亡くなった妻が本棚にタム・リンを引用した暗号化されたメッセージを残していたことを発見する。
- ヴァーティゴの漫画『フェイブルズ』では、最後の砦であるフェイブルズを逆賊の軍勢から守るため、タムリンが死ぬ。彼は悪党との評判があったが、自由のチャンスを自分の小姓に譲った妖精の女王に愛された騎士だと主張されている。
- ヴァーティゴのコミックブックシリーズ、ニール・ゲイマンによるサンドマンでは、妖精が地獄に生贄の十分の一税を支払うという概念が、ストーリーライン「シーズン・オブ・ミスツ」で言及されている。
- ヴァーティゴのコミックブックシリーズThe Books of Magic、The Names of Magic、The Books of Faerieでは、タムリンは主人公ティモシー・ハンターの父親であり、潜在的に世界で最も偉大な魔術師であると言われている。The Books of Faerie: The Widow's Tale では、タムリンと妖精の女王ティタニアとのロマンスが明らかにされている[9]。
- ナンシー・ファーマーの小説『砂漠の王国とクローンの少年（英語版）』では主人公のマテオ・アラクランのクローンであるタム・リンがボディガードを務めている。
- アラン・ガーナーの多面的な小説 Red Shift はバラッドを微妙に手直ししたように読める。
- セシリア・ダート＝ソーントンのファンタジー小説 The Battle of Evernight ではタムリンの物語がタムラン・コンモア (Tamlain Conmor) の物語として語られている。
- ダイアナ・ウィン・ジョーンズの小説 Fire and Hemlock はタム・リンの監禁が20世紀まで続くバージョン。
- また、この物語はセシリア・ダート＝ソートンのビターバインド三部作の最後の本 The Battle of Evernight にも挿入されている。
- ビデオゲームの『真・女神転生』においてタム・リンは初期段階から仲魔にできる悪魔として登場しており、クー・フーリンと同様のモデルを持つ。
- このバラッドは、 Ballads Weird and Wonderful（1912年）に収録された25の伝統的な作品の一つで、ヴァーノン・ヒルによるイラストが描かれている。
- タムリンはリチャード・グラントのファンタジー小説 Rumors of Spring に登場する。
- 「薔薇」[10]、「騎士」[11]と「妖精の宿主」[12]はステファニー・プイ－ムン・ローがタムリン伝説の様々な部分を描いた絵画である。
- 『きみならどうする?』の本 Enchanted Kingdom のエンディングでは、プレイヤーが仲良くなった少女を妖精から救い、3つの変換を経てキャラクターをつかむ必要がある。
- ジム・ブッチャーのドレスデン・ファイルの一冊 Cold Days ではタム・リンは冬の宮廷の元騎士として言及されている。
- イギリスのフォークロックバンドフェアポート・コンヴェンションはタム・リンを題材とした楽曲を発表しており、アルバム『リージ・アンド・リーフ』に収録されている。また、同楽曲はケビン・マクドナルド監督の2013年の映画『わたしは生きていける』にて使用されている。
- リンダ・マーシャル・グリフィスのBBCラジオ4ドラマ "This Changeling Self" は、タム・リンの物語を現代的に再構築した作品である。

## 参考資料
- チャイルド・バラッドのリスト
- Gil Brenton
- The Sprig of Rosemary
- Thomas the Rhymer